# Mare de Déu d'Argimon
La Mare de Déu d'Argimon és una petita capella romànica que fou afegida al castell d'Argimon segurament ja al segle x. La primera referència, el 1050, esmenta la fortificació propietat de Ponç Guerau de Cabrera; Ramon Berenguer III, comte de Barcelona, va cedir a Guerau Ponç, vescomte de Cabrera, el territori que formà la parròquia de l'ermita el 1106.
Es creu que el culte marià es remunta a la consagració de la capella però això no apareix reflectit fins al 1279, en què s'integrà sota la jurisdicció religiosa de Sant Martí d'Esparra.
Com a dependents dels Cabrera, els Vilademany regiren la propietat fins al segle xvii. L'any 1420, en la revolta pagesa que sacsejà la comarca contra els senyors feudals, l'ermita fou cremada, però s'hi continuà el culte tot i que restà en molt mal estat. Al segle xvii, Joan des Palomar, vicari general del bisbe Andreu Bertran, demanà permís als senyors d'Argimon i recaptà diners per a refer-la mitjançant subscripció popular; el temple no pogué ésser reconstruït fins al segle xviii. S'aixeca un nou edifici, l'església actual, al mateix lloc on havia estat enderrocat el castell.

## Arquitectura

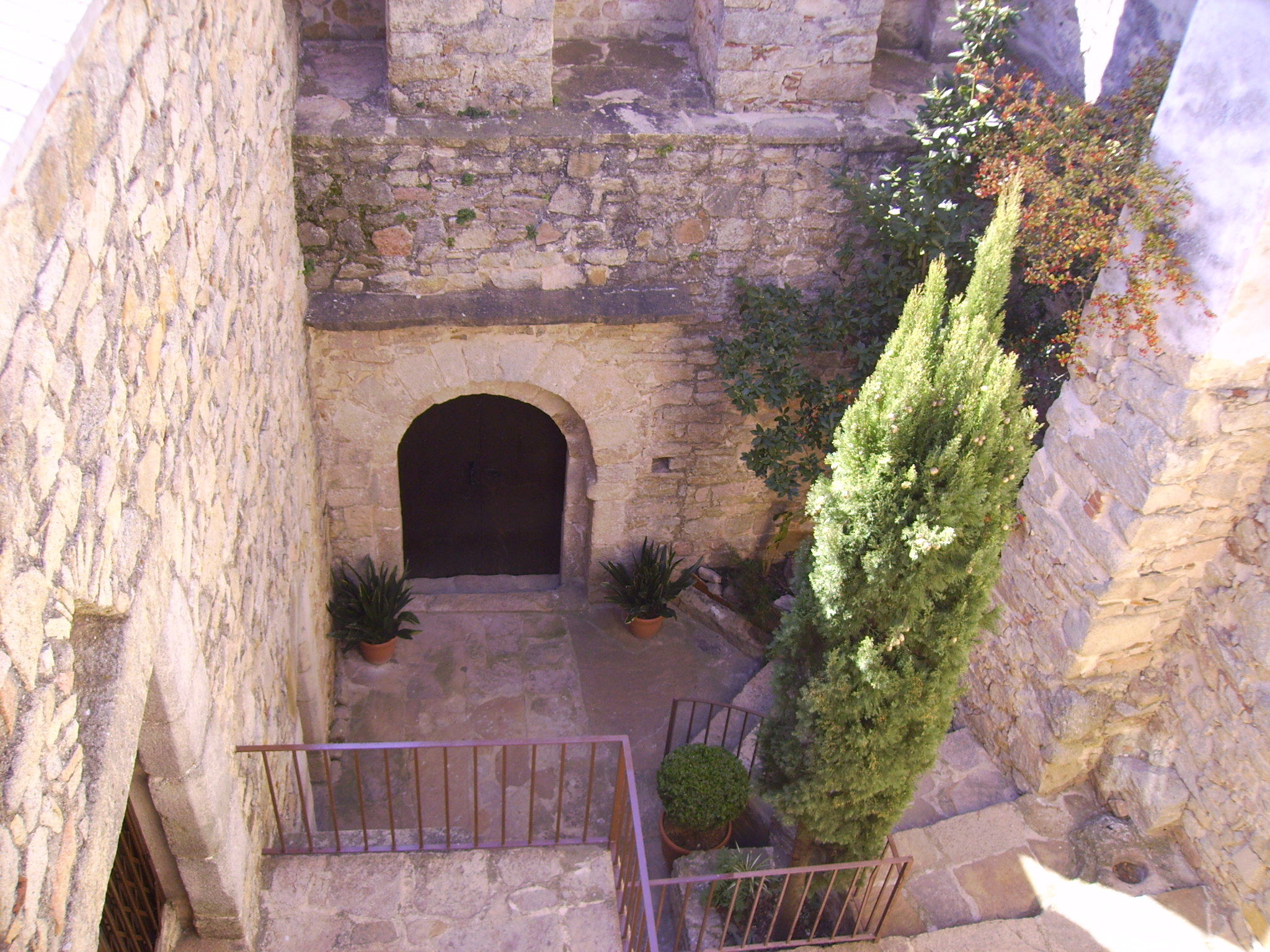
Castell d'Argimon. Façana nord-oriental de l'església primitiva;porta d'entrada amb dos arcs adovellats, ràfec i la base d'un campanar d'espadanya(2011)

El primitiu castell fou destruït al segle xiv. El cos de l'edifici, conegut actualment per la seva capella, consta de dues naus separades per una ample arc rebaixat que sembla molt posterior a l'obra general. La capçalera s'orienta al sud, per tal d'adaptar-se a la morfologia del terreny. De fet en el mur nord podem veure la roca de la muntanya com penetra en les naus. La nau del costat nord-est té una planta entre rectangular i trapezial i al mur sud-est s'hi obre la porta d'entrada feta amb dos arcs de mig punt adovellats i en gradació. La nau del costat sud-oest és de planta romboïdal, capçada per un absis semicircular força irregular, amb una finestra de doble esqueixada de secció rectangular, centrada. Al costat de la finestra hi ha una petita fornícula.
Les dues naus han estat cobertes amb volta de canó i l'absis amb volta de quart d'esfera. El paviment que es conservà fins a la restauració era format per lloses de pedra. La façana nord-est conserva restes d'una mena de ràfec sobre la porta d'entrada. L'arc exterior d'aquesta té una mena d'impostes a l'intradós molt rústiques, sense decorar. Al seu damunt hi ha una esvelta espadanya d'un sol ull, molt alta, possiblement de construcció posterior al temple primitiu.
Tant l'interior del temple com la façana de la porta d'entrada conserven restes de morter, indici que havien estat totalment arrebossades. Actualment s'ha deixat la pedra vista i es pot observar l'aparell format per carreus no gaire regulars, col·locats a trencajunt en filades horitzontals, segons els tipus constructius del segle xi.